# Фокус (журнал, Украина)
«Фокус» («Еженедельник Фокус», укр. Тижневик Фокус) — еженедельный украинский социально-политический журнал и ежедневный новостной интернет-ресурс.
Девиз: Каждая деталь имеет значение. Заявленный тираж журнала — 32,000 экземпляров. Издаётся с 30 сентября 2006 года. С января 2022 года журнал украиноязычен, в прошлом издавался на русском.

## Тематика
Издание оказывает читателю актуальную аналитическую информацию о событиях в мире в деловом формате.
Знаковыми для издания являются спецпроекты и рейтинги: «100 самых богатых украинцев», «100 самых влиятельных украинцев», «100 самых влиятельных женщин Украины», «Лучшие города для жизни в Украине», «Школы», «ВУЗы».

## Редакция
«Фокус» был запущен в 2006 году. Первым главным редактором журнала по июль 2007 года был Вахтанг Кипиани.
В конце 2013 года благодаря существенным кадровым изменениям штат издания претерпел радикальные изменения:

В редакторской коллегии «Фокуса» позиции заместителей главного редактора заняли Михаил Кригель и Сергей Семёнов, а Олег Сорочан назначен редактором сайта focus.ua. 
У нас большие планы по развитию печатного и онлайн издания в следующем году, так что усиление журналистской команды — логичный шаг в их реализации.
Приступила к работе новый редактор отдела экономии Елена Шкарпова, которая работала в журнале Forbes — Украина, а также редактор отдела «Наука и Технологии» Алексей Бондарев и обозреватель Екатерина Богданович. До ноября 2013 года они работали в еженедельнике «Корреспондент».
Ранее к редакции присоединились Милан Лелич, в прошлом — политический обозреватель ресурса Тиждень.ua, и Юрий Опока, который ранее сотрудничал с интернет-изданием LB.ua. Лелич и Опока выясняли в «Фокусе» вопросы политики. На позиции обозревателя начала работу Елена Струк, в послужном списке которой — работа на сайте forbes.ua, в еженедельнике «Контракты» и журнале «Деловой».
С октября 2017 года по май 2020 года главным редактором еженедельника «Фокус» был Евгений Гордейчик, который до этого два года возглавлял экономический раздел журнала.
В марте 2018 года главным редактором сайта focus.ua стал Михаил Багинский. В его послужном списке руководство онлайн-ресурсом politekа.net, работа в газете «Капитал» и еженедельнике «Комментарии». С января 2019 года Багинский занимает должность шеф-редактора сайта focus.ua.
Тогда же, в начале 2019 года, главным редактором онлайн-ресурса стал Алексей Газубей. Ранее он был шеф-редактором таблоида «Блик», заместителем главного редактора «КП в Украине», газеты «Сегодня» и главным редактором «Газеты киевской» и «Газеты по-киевски».
В мае 2020 года Газубей занял должность главного редактора уже печатной версии журнала «Фокус».
С января 2022 года издаётся на украинском.

## Собственники
17 июня 2013 года компания UMH group, издававшая журнал «Фокус» с 2006 года, продала проект «Фокус», в который входят журналы «Фокус», «Фокус. Красивая страна» и сайт focus.ua украинской группе компаний Vertex United Бориса Кауфмана и Александра Грановского. Второй акционер, Геннадий Боголюбов, также полностью продал свои акции в проекте.
Одной из причин продажи проекта стало то, что в пределах одного медиахолдинга конкурировали два общественно-политические издания — «Фокус» и «Корреспондент».
В конце 2016 стало известно, что владелец радиохолдинга Business Radio Group Анатолий Евтухов приобрел издательский дом «Фокус медиа». Он заплатил Борису Кауфману за бренд «Фокус» 2 млн грн.
30 августа 2019 года компания Коломойского заявила в полицию о незаконной продаже журнала «Фокус» в 2013 году. Национальная полиция открыла уголовное производство по заявлению компании «Акютел ЛТД» (Кипр) о незаконной потере в 2013 году компанией 50% корпоративных прав в ООО «Издательство Фокус». Дело было возбуждено по ч. 4 ст. 190 Уголовного кодекса Украины (мошенничество в особо крупных размерах).
В начале августа 2019 года Анатолий Евтухов заявил о намерении продать издание.
2 апреля 2020 года владельцем «Фокуса» стал бизнесмен Александр Борщевич, которого некоторые украинские СМИ связывали с предпринимателем Игорем Коломойским (Борщевич владел тремя компаниями, которые ранее были зарегистрированы по адресу холдинга 1+1 Медиа). Сам Борщевич открещивался от подобных связей. В мае 2020 года Коломойский также заявил, что никак не связан с «Фокусом», не намерен его покупать и не знает, кто такой Борщевич.
По состоянию на 2021 год издателем журнала «Фокус» и сайта focus.ua является ООО «Фокус медиа», которое принадлежит бизнесмену Александру Борщевичу.

## Оценки
По данным Института массовой информации, в декабре 2023 года более 30 % материалов онлайн-медиа «Фокус» содержали нарушения журналистских стандартов.